# Robert George Cole

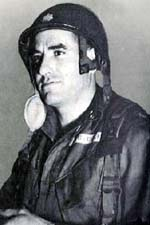
Lt. Col. Robert Cole

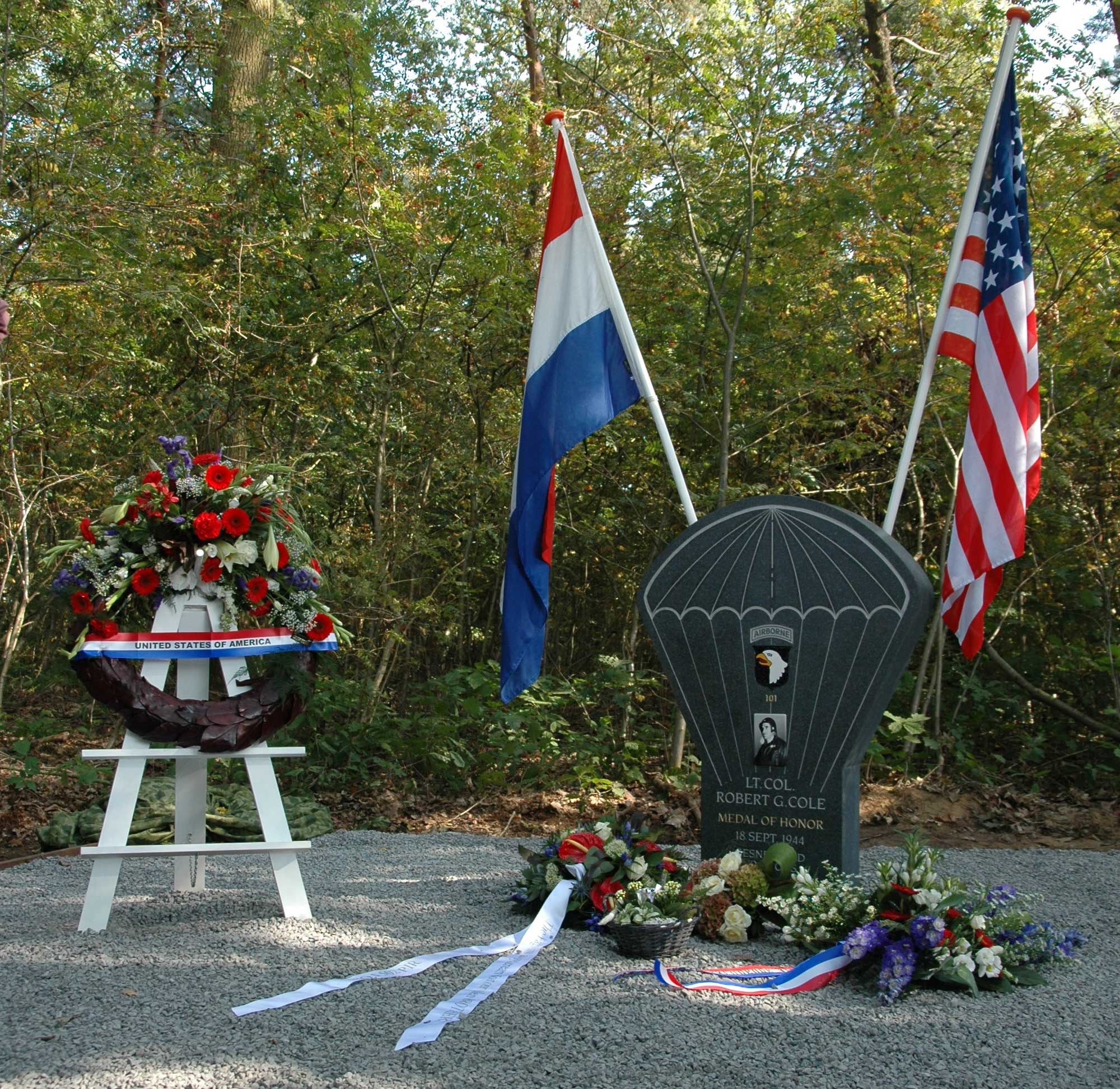
Denkmal für Lt. Col. Robert Cole im niederländischen Best

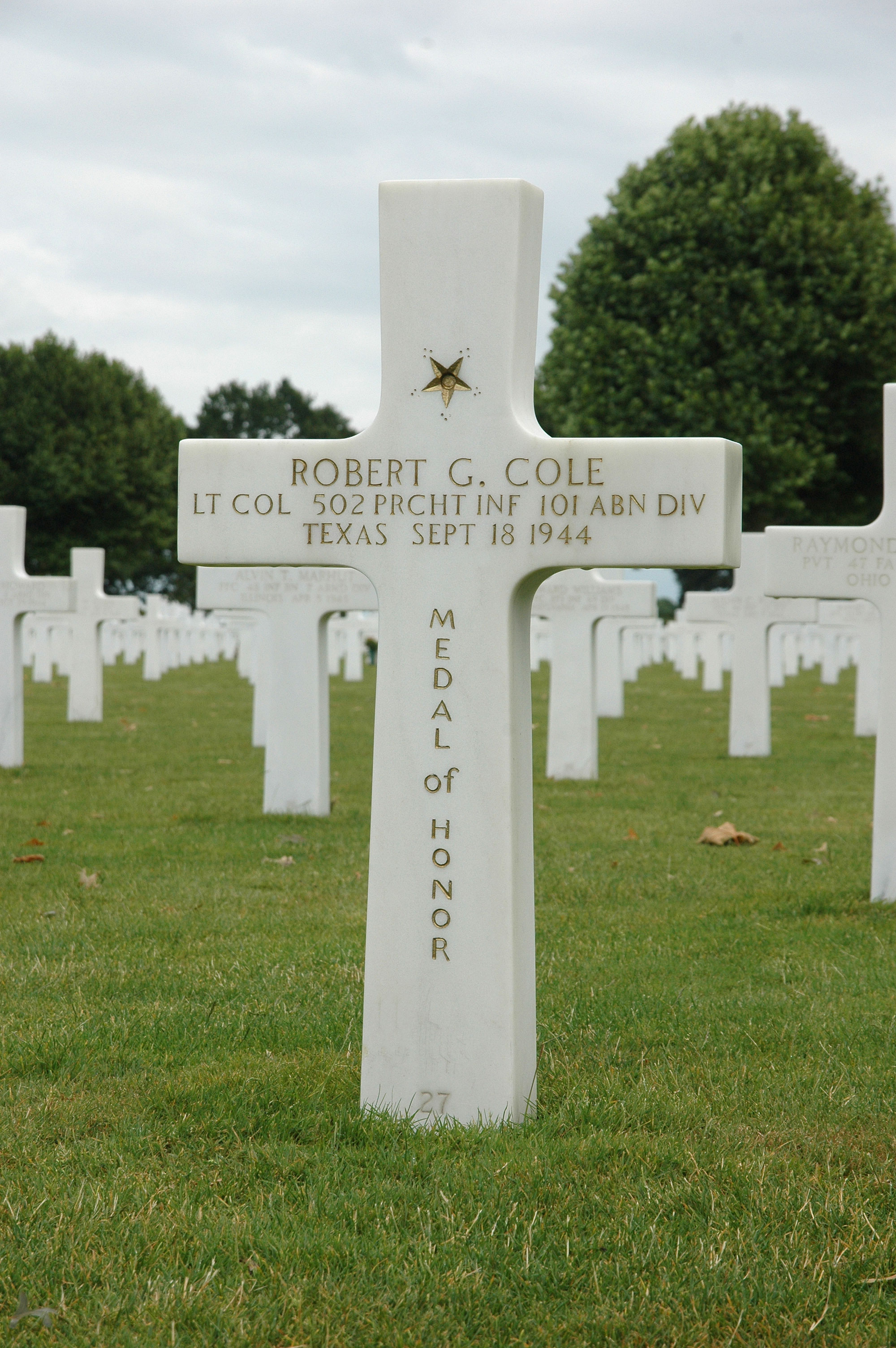
Grab, Netherlands American Cemetery and Memorial

Robert George Cole (* 19. März 1915 in San Antonio, Texas, USA; † 18. September 1944 in Best, Nordbrabant, Niederlande) war ein Lieutenant Colonel (Lt. Col.) der 101. US-Luftlandedivision, dem für seine Leistungen im Zweiten Weltkrieg die Medal of Honor, die höchste Tapferkeitsauszeichnung der US-Streitkräfte verliehen wurde.

## Frühes Leben
Robert Cole wurde am 19. März 1915 als Sohn des Army-Arztes Colonel Clarence Cole und dessen Frau Clara Cole im Fort Sam Houston in San Antonio geboren. 1933 beendete er die Thomas Jefferson High School in San Antonio und trat am 1. Juli 1934 in die United States Army ein. Am 26. Juni 1935 wurde er in die United States Military Academy versetzt, die er 1939 abschloss. Anschließend heiratete er seine Freundin Allie Mae Wilson. Nachdem er als Second Lieutenant im Fort Lewis diente, kam er 1941 zum 501st Parachute Infantry Regiment (501. Fallschirmjägerregiment) im Fort Benning, wo er sein Fallschirmspringerabzeichen erwarb. Hier kam ihm der Umstand der Neuaufstellung der Fallschirmjäger zugute, so dass er in kürzester Zeit die militärischen Ränge durchlief, zum Lieutenant Colonel befördert wurde und das Kommando über das 3. Bataillon des 502nd Parachute Infantry Regiment übernahm.

## Einsatz
Am 6. Juni 1944 landete er zusammen mit seiner Einheit während der Operation Overlord mit dem Fallschirm in der Normandie. Sie eroberten den Exit 3 bei Saint-Martin-de-Varreville im Hinterland von Utah Beach, um fliehenden deutschen Truppen den Rückzug abzuschneiden und den am Strand angelandeten Verbündeten das Vorrücken zu erleichtern. Anschließend sollte Coles Einheit die rechte Flanke der 101. US-Luftlandedivision beim Vormarsch auf Carentan sichern.
Am Nachmittag des 10. Juni marschierte Cole mit über 400 Soldaten seines Bataillons beidseitig der Nationalstraße N13 Richtung Carentan, um die vier Brücken dieser Straße über die Douve und deren Kanäle einzunehmen. Dabei gerieten er und seine Männer unter unerwartet heftigen deutschen Beschuss aus gut vorbereiteten und getarnten Stellungen. Durch intensives Gewehr-, MG-, Mörser- und Artilleriefeuer erlitt das Bataillon große Verluste. Zudem war der weitere Vormarsch über die letzte Brücke durch eine massive Sperre unpassierbar. Die Straße erhielt bald den legendären Namen Purple Heart Lane, in Anlehnung an die Verwundetenmedaille Purple Heart, da hier die Chance überdurchschnittlich hoch war, verwundet zu werden.

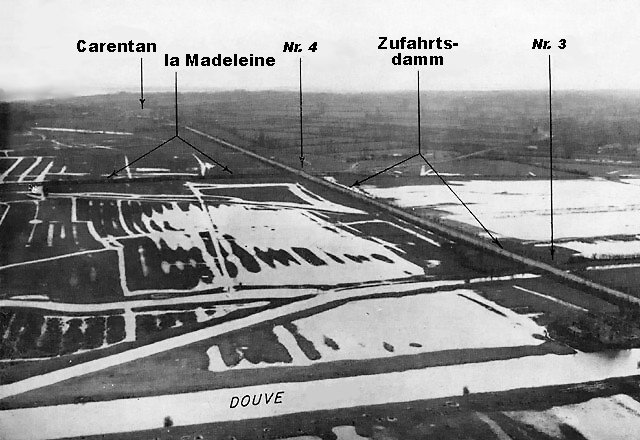
Ort des Geschehens; Zu sehen die Zufahrtsstraße, die Brücken 3 und 4, sowie im Hintergrund bereits Carentan

Die ganze Nacht hindurch wurde das festgenagelte Bataillon von deutschem Abwehrfeuer eingedeckt, darüber hinaus griffen zwei deutsche Kampfflugzeuge die Einheit an. Ein am nächsten Morgen von Cole eingeleiteter Artillerieschlag auf die deutschen Verteidiger blieb wirkungslos, weshalb er in der Aussichtslosigkeit der Lage die rund 250 noch kampffähigen Männer sammelte und wegen Munitionsmangels einen Bajonettangriff befahl. Nachdem er das Gebiet mit Nebelgranaten hatte beschießen lassen, stürmte er an der Spitze seiner Männer über die freie Fläche. Obwohl er im folgenden Nahkampf mehr als 130 Männer verlor, gelang es Cole, sein Bataillon weiter voranzutreiben und die deutsche Verteidigung zu überwältigen, die ihren Kommandoposten in einem von Hecken umgebenen Bauernhaus hatte. Nachdem Coles Männer das Gebiet gesichert hatten, rief er über Funk das 1. Bataillon zu sich, um seine Linien zu stärken und den Angriff auf Carentan fortzusetzen. Doch auch das 1. Bataillon geriet entlang der Purple Heart Lane unter starkes deutsches Mörserfeuer aus unbekannter Richtung und erreichte erst mit Verzögerungen Coles Truppe. Kaum gesammelt, musste sich die Einheit gegen mehrere deutsche Gegenangriffe aus Richtung Carentan halten, die mit solcher Heftigkeit geführt wurden, dass Cole per Funk das Feuer der gesamten Korpsartillerie einsetzen musste, um nicht überrannt zu werden. Erst jetzt war der Weg nach Carentan freigekämpft. Doch die 502. Fallschirminfanterie war zu schwach, um die Attacke fortzusetzen. Die 506. Fallschirminfanterie wurde als Entsatz beordert, um den Ort letztendlich einzunehmen.

## Tod und Medal of Honor
Während der Operation Market Garden war Cole am 18. September 1944 erneut als Kommandeur des 3. Bataillons der 502. Fallschirminfanterie in den Niederlanden eingesetzt. In Best wollte er persönlich auf Anfrage eines Piloten orange Rauchgranaten setzen, um die eigenen Linien zu markieren, als er von einem deutschen Scharfschützen tödlich verwundet wurde. Zwei Wochen später erhielt er postum die Medal of Honor, für die er gleich nach seinen Taten vom 11. Juni vorgeschlagen worden war. Zu Grabe getragen wurde er am Netherlands American Cemetery and Memorial in Margraten, Niederlande.
Verleihungstext (Original):
For gallantry and intrepidity at the risk of his own life, above and beyond the call of duty on 11 June 1944, in France. Lt. Col. Cole was personally leading his battalion in forcing the last 4 bridges on the road to Carentan when his entire unit was suddenly pinned to the ground by intense and withering enemy rifle, machinegun, mortar, and artillery fire placed upon them from well-prepared and heavily fortified positions within 150 yards of the foremost elements. After the devastating and unceasing enemy fire had for over 1 hour prevented any move and inflicted numerous casualties, Lt. Col. Cole, observing this almost hopeless situation, courageously issued orders to assault the enemy positions with fixed bayonets. With utter disregard for his own safety and completely ignoring the enemy fire, he rose to his feet in front of his battalion and with drawn pistol shouted to his men to follow him in the assault. Catching up a fallen man's rifle and bayonet, he charged on and led the remnants of his battalion across the bullet-swept open ground and into the enemy position. His heroic and valiant action in so inspiring his men resulted in the complete establishment of our bridgehead across the Douve River. The cool fearlessness, personal bravery, and outstanding leadership displayed by Lieutenant Colonel Cole reflect great credit upon himself and are worthy of the highest praise in the military service.
(zu deutsch: Für außerordentliche Tapferkeit und Furchtlosigkeit unter unmittelbarer Lebensgefahr am 11. Juni 1944 in Frankreich, die weit über die reine Pflichterfüllung hinausgingen. Lt. Col. Cole hat sein Bataillon persönlich bei der Einnahme der letzten vier Brücken auf der Straße nach Carentan angeführt, als seine gesamte Einheit plötzlich unter heftigen und zermürbenden Beschuss durch Gewehr-, MG-, Mörser- und Artilleriefeuer aus gut vorbereiteten und befestigten Stellungen geriet, von denen sich die nächste ca. 50 m vor ihnen befand. Nachdem der heftige, unablässliche Feindbeschuss für mehr als eine Stunde jede Bewegung unmöglich gemacht und zahlreiche Opfer gefordert hatte, gab Lt. Col. Cole nach sorgfältiger Einschätzung der Lage den Befehl, die feindlichen Stellungen mit aufgesetzten Bajonetten zu stürmen. Unter völliger Missachtung der eigenen Sicherheit und des feindlichen Beschusses stand er mit gezogener Pistole vor seinem Bataillon auf und rief seinen Männern zu, ihm bei der Erstürmung zu folgen. Mit dem Gewehr und Bajonett eines gefallenen Kameraden stürmte er voran und führte die Überlebenden seines Bataillons durch den Kugelhagel über offenes Gelände in die Stellungen des Gegners. Seine heroische und tapfere Aktion inspirierte seine Männer so sehr, dass sie zur Errichtung eines kompletten Brückenkopfes auf der anderen Seite des Flusses Douve führte. Die kühne, furchtlose, persönliche Tapferkeit und die von Lt. Col. Cole an den Tag gelegten herausragenden Führungsqualitäten beweisen hochgradige Entschlossenheit und verdienen die höchste Ehrung, die das Militär zu vergeben hat.)

## Sonstiges
Robert Cole war der erste Soldat der 101. US-Luftlandedivision, der die Medal of Honor verliehen bekam, und darüber hinaus der einzige, der sie für Verdienste in der Normandie erhielt.
Die Robert G. Cole Junior-Senior High School in San Antonio und die Cole Park-Wohnanlage in Fort Campbell wurden nach ihm benannt.
Im Computerspiel Brothers in Arms: Road to Hill 30 wird der Marsch über die Purple Heart Lane und der Angriff, der zur Medal of Honor führte, nachgespielt. Lt. Col. Cole kommt im Spiel ebenfalls vor; dieser führt wie in den tatsächlichen Ereignissen den Trupp durch die Nebelwand zum Bauernhaus. In der Fortsetzung Brothers in Arms: Hell’s Highway taucht Cole ebenfalls auf, wobei auch dessen Tod ausführlich dargestellt wird.
Am 18. September 2009 wurde nahe der Stelle seines Todes in Best ein Denkmal errichtet.